# Kontinental Hockey League 2017-2018
La stagione 2017-2018 è la 10ª edizione della Kontinental Hockey League. La stagione regolare ha preso il via il 21 agosto 2017 con la Kubok Otkrytija.

## Squadre partecipanti
- Admiral
- Ak Bars Kazan’
- Amur Chabarovsk
- Avangard Omsk
- Avtomobilist
- Barys Astana
- CSKA Mosca
- Dinamo Minsk
- Dinamo Mosca

- Dinamo Riga
- Jokerit
- Kunlun R. Star
- Lok. Jaroslavl’
- Magnitogorsk
- Neftechimik
- Salavat Julaev
- Traktor Čeljabinsk
- Vitjaz’ Podol’sk

- Severstal’
- Sibir’ Novosibirsk
- SKA Pietroburgo
- Slovan Bratislava
- Soči
- Spartak Mosca
- Torpedo N. Novg.

### Localizzazione squadre
-squadre di Mosca-

## Pre-season

### Modifiche
Il campionato torna a 27 squadre poiché il Medveščak torna a giocare nel campionato austriaco, mentre il Metallurg Novokuzneck, affetto da problemi finanziari partecipa alla VHL, il secondo livello dell'hockey russo.
Ogni squadra affronterà due volte (1 in casa ed 1 in trasferta) ognuna delle altre 26 compagini della lega, in più saranno disputate 4 partite (2 in casa e 2 in trasferta) contro le rivali di conference. Le partite totali passeranno dalle 60 dell'anno precedente alle 56 di questo campionato.

### Kubok Otkrytija
La stagione regolare prese il via il 21 agosto 2017 con la nona edizione della Kubok Otkrytija, competizione disputata dai detentori della Coppa Gagarin e della Coppa Kontinental. Si contesero il titolo lo SKA San Pietroburgo, squadra campione in carica, e il CSKA Mosca, detentore della Coppa Kontinental. La sfida fu vinta dallo SKA per 4-2.
| San Pietroburgo 21 agosto 2017, ore 19:30 UTC+3 | SKA San Pietroburgo | 4 – 2 (2-0; 1-1; 1-1) referto | CSKA Mosca | Palazzo del ghiaccio (12.375 spett.) |

### Classifiche
= Qualificata per i playoff,       = Vincitore della Conference,       = Vincitore della Kubok Kontinenta, ( ) = Posizione nella Conference

#### Western Conference
Divizion Bobrova
|    |                        | PG | V  | VOT | SOT | S  | GF  | GS  | PT  |
| -- | ---------------------- | -- | -- | --- | --- | -- | --- | --- | --- |
| 1. | SKA Pietroburgo (1)    | 56 | 40 | 7   | 4   | 5  | 227 | 97  | 138 |
| 2. | Jokerit (3)            | 56 | 29 | 4   | 8   | 15 | 151 | 108 | 103 |
| 3. | Spartak Mosca (7)      | 56 | 22 | 7   | 5   | 22 | 153 | 146 | 85  |
| 4. | Dinamo Minsk (10)      | 56 | 20 | 5   | 3   | 28 | 112 | 129 | 73  |
| 5. | Slovan Bratislava (12) | 56 | 15 | 3   | 7   | 31 | 119 | 187 | 58  |
| 6. | Dinamo Riga (13)       | 56 | 9  | 7   | 9   | 31 | 105 | 153 | 50  |

Divizion Tarasova
|    |                       | PG | V  | VOT | SOT | S  | GF  | GS  | PT  |
| -- | --------------------- | -- | -- | --- | --- | -- | --- | --- | --- |
| 1. | CSKA Mosca (2)        | 56 | 35 | 9   | 1   | 11 | 175 | 89  | 124 |
| 2. | Lok. Jaroslavl’ (4)   | 56 | 26 | 9   | 3   | 18 | 148 | 129 | 99  |
| 3. | Torpedo N. Novg. (5)  | 56 | 23 | 6   | 8   | 19 | 116 | 127 | 89  |
| 4. | Soči (6)              | 56 | 22 | 7   | 7   | 20 | 130 | 138 | 87  |
| 5. | Severstal’ (8)        | 56 | 18 | 9   | 11  | 18 | 131 | 145 | 83  |
| 6. | Dinamo Mosca (9)      | 56 | 19 | 9   | 5   | 23 | 134 | 139 | 80  |
| 7. | Vitjaz’ Podol’sk (11) | 56 | 17 | 4   | 8   | 27 | 131 | 160 | 67  |

#### Eastern Conference
Divizion Charlamova
|    |                        | PG | V  | VOT | SOT | S  | GF  | GS  | PT  |
| -- | ---------------------- | -- | -- | --- | --- | -- | --- | --- | --- |
| 1. | Ak Bars Kazan’ (1)     | 56 | 30 | 2   | 6   | 18 | 158 | 126 | 100 |
| 2. | Traktor Čeljabinsk (3) | 56 | 26 | 7   | 4   | 19 | 129 | 121 | 96  |
| 3. | Avtomobilist (4)       | 56 | 25 | 6   | 8   | 17 | 165 | 137 | 95  |
| 4. | Magnitogorsk (5)       | 56 | 24 | 8   | 7   | 17 | 150 | 135 | 95  |
| 5. | Neftechimik (6)        | 56 | 27 | 3   | 7   | 19 | 135 | 135 | 94  |
| 6. | Lada Togliatti (13)    | 56 | 12 | 4   | 6   | 34 | 105 | 149 | 50  |
| 7. | Jugra C.-M. (14)       | 56 | 7  | 10  | 7   | 32 | 93  | 167 | 48  |

Divizion Černyšëva
|    |                        | PG | V  | VOT | SOT | S  | GF  | GS  | PT |
| -- | ---------------------- | -- | -- | --- | --- | -- | --- | --- | -- |
| 1. | Salavat Julaev (2)     | 56 | 26 | 5   | 5   | 20 | 151 | 139 | 93 |
| 2. | Avangard Omsk (7)      | 56 | 22 | 7   | 8   | 19 | 146 | 116 | 88 |
| 3. | Amur Chabarovsk (8)    | 56 | 21 | 8   | 9   | 18 | 132 | 141 | 88 |
| 4. | Sibir’ Novosibirsk (9) | 56 | 23 | 8   | 2   | 23 | 136 | 135 | 87 |
| 5. | Barys Astana (10)      | 56 | 19 | 5   | 7   | 25 | 148 | 164 | 74 |
| 6. | Admiral (11)           | 56 | 16 | 5   | 5   | 30 | 120 | 145 | 63 |
| 7. | Kunlun R. Star (12)    | 56 | 15 | 4   | 8   | 29 | 103 | 146 | 61 |

### Statistiche

#### Classifica marcatori
La seguente lista elenca i migliori marcatori al termine della stagione regolare.

| Giocatore             | Squadra         | PG | G  | A  | Pt | +/- | MP |
| --------------------- | --------------- | -- | -- | -- | -- | --- | -- |
| Il'ja Koval'čuk       | SKA Pietroburgo | 53 | 31 | 32 | 63 | +12 | 26 |
| Nikita Gusev          | SKA Pietroburgo | 54 | 22 | 40 | 62 | +25 | 2  |
| Nigel Dawes           | Barys Astana    | 46 | 35 | 21 | 56 | +5  | 26 |
| Linus Omark           | Salavat Julaev  | 55 | 16 | 39 | 55 | +6  | 60 |
| Linden Vey            | Barys Astana    | 50 | 17 | 35 | 52 | +1  | 64 |
| Alexander Khokhlachev | Spartak Mosca   | 52 | 19 | 31 | 50 | +3  | 48 |
| Dan Sexton            | Neftechimik     | 52 | 12 | 35 | 47 | -7  | 43 |
| Matt Ellison          | Magnitogorsk    | 55 | 20 | 25 | 45 | +6  | 24 |
| Dmitri Kagarlitsky    | Severstal’      | 55 | 17 | 28 | 45 | 0   | 57 |
| Alexei Byvaltsev      | Amur Chabarovsk | 56 | 19 | 24 | 43 | +7  | 36 |

#### Classifica portieri
La seguente lista elenca i migliori portieri al termine della stagione regolare.
| Giocatore        | Squadra         | PG | Min     | V  | S  | OTS | GS | SO | Sv%  | MGS  |
| ---------------- | --------------- | -- | ------- | -- | -- | --- | -- | -- | ---- | ---- |
| Lars Johansson   | CSKA Mosca      | 21 | 1192:53 | 15 | 4  | 0   | 26 | 6  | .938 | 1.31 |
| Mikko Koskinen   | SKA Pietroburgo | 28 | 1718:12 | 22 | 4  | 1   | 45 | 5  | .937 | 1.57 |
| Ilya Sorokin     | CSKA Mosca      | 37 | 2182:35 | 25 | 8  | 4   | 58 | 8  | .931 | 1.59 |
| Igor Shestyorkin | SKA Pietroburgo | 28 | 1592:34 | 20 | 4  | 4   | 45 | 7  | .933 | 1.70 |
| Ryan Zapolski    | Jokerit         | 39 | 2352:26 | 24 | 11 | 4   | 69 | 9  | .931 | 1.76 |

## Playoff

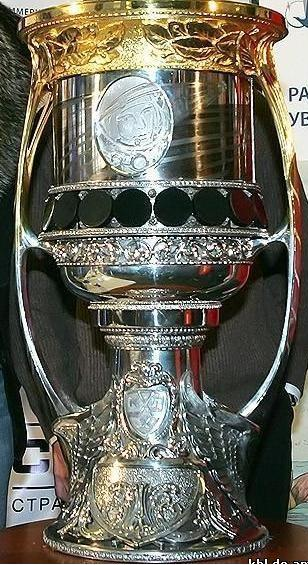
Il trofeo della Kubok Gagarina

Al termine della stagione regolare le migliori 16 squadre del campionato si qualificarono per i playoff. Lo SKA San Pietroburgo si aggiudicò la Kubok Kontinenta avendo ottenuto il miglior record della lega con 138 punti. I campioni di ciascuna Divizion conservarono il proprio ranking per l'intera durata dei playoff, mentre le altre squadre furono ricollocate nella graduatoria dopo il primo turno.

### Tabellone playoff
In ciascun turno la squadra con il ranking più alto si sfidò con quella dal posizionamento più basso, usufruendo anche del vantaggio del fattore campo. Nella finale della Coppa Gagarin il fattore campo fu determinato dai punti ottenuti in stagione regolare dalle due squadre. Ciascuna serie, al meglio delle sette gare, seguì il formato 2–2–1–1–1: la squadra migliore in stagione regolare avrebbe disputato in casa Gara-1 e 2, (se necessario anche Gara-5 e 7), mentre quella posizionata peggio avrebbe giocato nel proprio palazzetto Gara-3 e 4 (se necessario anche Gara-6). I playoff iniziarono a partire dal 3 marzo 2018.
|  | Quarti di finale Conference | Quarti di finale Conference                      | Quarti di finale Conference |   |                    | Semifinali Conference | Semifinali Conference  | Semifinali Conference |                    |                    | Finali Conference  | Finali Conference  | Finali Conference  |  |  | Finale Coppa Gagarin | Finale Coppa Gagarin | Finale Coppa Gagarin |
|  |                             |                                                  |                             |   |                    |                       |                        |                       |                    |                    |                    |                    |                    |  |  |                      |                      |                      |
|  | 1                           | Ak Bars Kazan’                                   | 4                           |   |                    | 1                     | Ak Bars Kazan’         | 4                     |                    |                    |                    |                    |                    |  |  |                      |                      |                      |
|  | 8                           | Amur                                             | 1                           |   |                    | 5                     | Metallurg Magnitogorsk | 1                     |                    |                    |                    |                    |                    |  |  |                      |                      |                      |
|  |                             |                                                  |                             |   |                    |                       |                        |                       |                    |                    |                    |                    |                    |  |  |                      |                      |                      |
|  | 2                           | Salavat Yulaev                                   | 4                           |   |                    |                       |                        |                       | Eastern Conference | Eastern Conference | Eastern Conference | Eastern Conference | Eastern Conference |  |  |                      |                      |                      |
|  | 2                           | Salavat Yulaev                                   | 4                           |   |                    |                       |                        |                       | Eastern Conference | Eastern Conference | Eastern Conference | Eastern Conference | Eastern Conference |  |  |                      |                      |                      |
|  | 7                           | Avangard Omsk                                    | 3                           |   |                    |                       |                        |                       |                    |                    |                    |                    |                    |  |  |                      |                      |                      |
|  | 7                           | Avangard Omsk                                    | 3                           |   |                    |                       |                        |                       |                    | 1                  | Ak Bars Kazan’     | 4                  |                    |  |  |                      |                      |                      |
|  |                             |                                                  |                             |   |                    |                       |                        |                       |                    | 1                  | Ak Bars Kazan’     | 4                  |                    |  |  |                      |                      |                      |
|  |                             | 3                                                | Traktor Čeljabinsk          | 0 |                    |                       |                        |                       |                    |                    |                    |                    |                    |  |  |                      |                      |                      |
|  | 3                           | 3                                                | Traktor Čeljabinsk          | 0 | Traktor Čeljabinsk | 4                     |                        |                       |                    |                    |                    |                    |                    |  |  |                      |                      |                      |
|  | 3                           |                                                  |                             |   | Traktor Čeljabinsk | 4                     |                        |                       |                    |                    |                    |                    |                    |  |  |                      |                      |                      |
|  | 6                           | Neftekhimik                                      | 1                           |   |                    |                       |                        |                       |                    |                    |                    |                    |                    |  |  |                      |                      |                      |
|  | 6                           | Neftekhimik                                      | 1                           |   |                    |                       |                        |                       |                    |                    |                    |                    |                    |  |  |                      |                      |                      |
|  |                             |                                                  |                             |   |                    |                       |                        |                       |                    |                    |                    |                    |                    |  |  |                      |                      |                      |
|  |                             |                                                  |                             |   |                    |                       |                        |                       |                    |                    |                    |                    |                    |  |  |                      |                      |                      |
|  | 4                           | Avtomobilist                                     | 2                           |   | 2                  | Salavat Yulaev        | 3                      |                       |                    |                    |                    |                    |                    |  |  |                      |                      |                      |
|  | 4                           | Avtomobilist                                     | 2                           |   | 2                  | Salavat Yulaev        | 3                      |                       |                    |                    |                    |                    |                    |  |  |                      |                      |                      |
|  | 5                           | Metallurg Mg                                     | 4                           |   |                    | 3                     | Traktor Čeljabinsk     | 4                     |                    |                    |                    |                    |                    |  |  |                      |                      |                      |
|  | 5                           | Metallurg Mg                                     | 4                           |   |                    |                       |                        |                       |                    | E1                 | Ak Bars Kazan’     | 4                  |                    |  |  |                      |                      |                      |
|  |                             | (Accoppiamenti ristabiliti dopo il primo turno.) |                             |   |                    |                       |                        |                       |                    | E1                 | Ak Bars Kazan’     | 4                  |                    |  |  |                      |                      |                      |
|  |                             | W2                                               | CSKA Mosca                  | 1 |                    |                       |                        |                       |                    |                    |                    |                    |                    |  |  |                      |                      |                      |
|  | 1                           | W2                                               | CSKA Mosca                  | 1 | SKA S. Pietroburgo | 4                     |                        |                       | 1                  | SKA S. Pietroburgo | 4                  |                    |                    |  |  |                      |                      |                      |
|  | 1                           |                                                  |                             |   | SKA S. Pietroburgo | 4                     |                        |                       | 1                  | SKA S. Pietroburgo | 4                  |                    |                    |  |  |                      |                      |                      |
|  | 8                           | Severstal                                        | 0                           |   |                    | 4                     | Lokomotiv Jaroslavl’   | 1                     |                    |                    |                    |                    |                    |  |  |                      |                      |                      |
|  | 8                           | Severstal                                        | 0                           |   |                    | 4                     | Lokomotiv Jaroslavl’   | 1                     |                    |                    |                    |                    |                    |  |  |                      |                      |                      |
|  |                             |                                                  |                             |   |                    |                       |                        |                       |                    |                    |                    |                    |                    |  |  |                      |                      |                      |
|  | 2                           | CSKA Mosca                                       | 4                           |   |                    |                       |                        |                       |                    |                    |                    |                    |                    |  |  |                      |                      |                      |
|  | 2                           | CSKA Mosca                                       | 4                           |   |                    |                       |                        |                       |                    |                    |                    |                    |                    |  |  |                      |                      |                      |
|  | 7                           | Spartak Mosca                                    | 0                           |   |                    |                       |                        |                       |                    |                    |                    |                    |                    |  |  |                      |                      |                      |
|  | 7                           | Spartak Mosca                                    | 0                           |   |                    |                       |                        |                       | 1                  | SKA S. Pietroburgo | 2                  |                    |                    |  |  |                      |                      |                      |
|  |                             |                                                  |                             |   |                    |                       |                        |                       | 1                  | SKA S. Pietroburgo | 2                  |                    |                    |  |  |                      |                      |                      |
|  |                             | 2                                                | CSKA Mosca                  | 4 |                    |                       |                        |                       |                    |                    |                    |                    |                    |  |  |                      |                      |                      |
|  | 3                           | 2                                                | CSKA Mosca                  | 4 | Jokerit            | 4                     |                        |                       |                    |                    |                    |                    |                    |  |  |                      |                      |                      |
|  | 3                           |                                                  |                             |   | Jokerit            | 4                     |                        |                       |                    |                    |                    |                    |                    |  |  |                      |                      |                      |
|  | 6                           | HC Soči                                          | 1                           |   |                    |                       |                        |                       |                    |                    | Western Conference | Western Conference | Western Conference |  |  |                      |                      |                      |
|  | 6                           | HC Soči                                          | 1                           |   |                    |                       |                        |                       |                    |                    | Western Conference | Western Conference | Western Conference |  |  |                      |                      |                      |
|  |                             |                                                  |                             |   |                    |                       |                        |                       |                    |                    |                    |                    |                    |  |  |                      |                      |                      |
|  | 4                           | Lokomotiv Jaroslavl’                             | 4                           |   | 2                  | CSKA Mosca            | 4                      |                       |                    |                    |                    |                    |                    |  |  |                      |                      |                      |
|  | 4                           | Lokomotiv Jaroslavl’                             | 4                           |   | 2                  | CSKA Mosca            | 4                      |                       |                    |                    |                    |                    |                    |  |  |                      |                      |                      |
|  | 5                           | Torpedo N. Novgorod                              | 0                           |   |                    | 3                     | Jokerit                | 2                     |                    |                    |                    |                    |                    |  |  |                      |                      |                      |

### Coppa Gagarin

#### Serie
| Kazan' 14 aprile 2018, ore 17:00 UTC+3 | Ak Bars Kazan' | 2 – 1 (1-0; 0-1; 1-0) referto | CSKA Mosca | Tatneft' Arena (8.890 spett.) |

| Kazan' 16 aprile 2018, ore 19:00 UTC+3 | Ak Bars Kazan' | 2 – 1 (1-1; 1-0; 0-0) referto | CSKA Mosca | Tatneft' Arena (8.890 spett.) |

| Mosca 18 aprile 2017, ore 19:30 UTC+3 | CSKA Mosca | 3 – 2 (d.t.s.) (1-2; 1-0; 0-0; 1-0) referto | Ak Bars Kazan' | CSKA Ice Palace (5.600 spett.) |

| Mosca 20 aprile 2018, ore 19:00 UTC+3 | CSKA Mosca | 1 – 3 (0-1; 1-1; 0-1) referto | Ak Bars Kazan' | CSKA Ice Palace (5.600 spett.) |

| Kazan' 22 aprile 2018, ore 17:00 UTC+3 | Ak Bars Kazan' | 1 – 0 (0-0; 0-0; 1-0) referto | CSKA Mosca | Tatneft' Arena (8.890 spett.) |

## Premi

### Giocatori del mese
| Mese      | Portiere                                   | Difensore                      | Attaccante                      | Rookie                           |
| --------- | ------------------------------------------ | ------------------------------ | ------------------------------- | -------------------------------- |
| Settembre | Stanislav Galimov (Torpedo)                | Patrik Hersley (SKA)           | Nigel Dawes (Barys)             | Eeli Tolvanen (Jokerit)          |
| Ottobre   | Ryan Zapolski (Jokerit)                    | Nikita Tryamkin (Avtomobilist) | Nigel Dawes (Barys)             | Eeli Tolvanen (Jokerit)          |
| Novembre  | Vasily Koshechkin (Metallurg Magnitogorsk) | Nikita Tryamkin (Avtomobilist) | Zach Boychuk (Slovan)           | Alexander Petunin (Dinamo Mosca) |
| Dicembre  | Ilya Sorokin (CSKA)                        | Oleg Piganovich (Neftechimik)  | Alexander Bergström (Sibir')    | Alexander Petunin (Dinamo Mosca) |
| Gennaio   | Pavel Francouz (Traktor)                   | Philip Larsen (Salavat Yulaev) | Alexander Khokhlachev (Spartak) | Rafael Bikmullin (Neftekhimik)   |
| Marzo     | Ilya Sorokin (CSKA)                        | Nick Bailen (Traktor)          | Justin Azevedo (Ak Bars)        | Vitaly Kravtsov (Traktor)        |
| Aprile    | Lars Johansson (CSKA)                      | Vasili Tokranov (Ak Bars)      | Justin Azevedo (Ak Bars)        | Vitaly Kravtsov (Traktor)        |

### KHL All-Star Team[11]
| Attacco:  | Nikita Gusev - Justin Azevedo - Dmitri Kagarlitsky |
| Difesa:   | Nikita Tryamkin - Bogdan Kiselevich                |
| Portiere: | Pavel Francouz                                     |